# Vågmästaregården, Kristinehamn
För andra betydelser, se Vågmästaregården.
Vågmästaregården var en byggnad i centrala Kristinehamn, vid Norra torget, som, ur ett ekonomihistoriskt perspektiv, är särskilt intressant då det var platsen där världsmarknadspriset på järn fastställdes. Gården revs 1936.
Bland vågmästare märks Johan Göransson Camitz, som var brukspatron till Övre och Nedre Degerfors.